# Lutjanus fulgens
Lutjanus fulgens és una espècie de peix de la família dels lutjànids i de l'ordre dels perciformes.

## Morfologia
- Els mascles poden assolir 60 cm de longitud total.[4][5]

## Alimentació
Menja peixos i crustacis.

## Hàbitat
És un peix marí de clima tropical.

## Distribució geogràfica
Es troba entre el Senegal i Nigèria, el golf de Guinea, Cap Verd i Fernando Poo.